# 严务乡
严务乡，是中华人民共和国山東省德州市庆云县下辖的一个乡镇级行政单位。

## 行政区划
严务乡下辖以下地区：
严务村、前庄科村、后庄科村、张辛村、冯桥村、东左耳村、邓黄邱村、刁黄邱村、撒黄邱村、黄邱马村、蒋黄邱村、大黄邱村、关家村、守义村、王皇村、柴林庄村、坡徐村、小武村、单屯村、大淀村、小淀村和姜屯村。